# Anisarthrocera batesi
Anisarthrocera batesi es una especie de coleóptero de la familia Meloidae.

## Distribución geográfica
Habita en Arabia Saudita, Irán y en Irak.

## Subespecies
Las subespecies de esta especie son:
- Anisarthrocera batesi batesi
- Anisarthrocera batesi villiersi